# Mini-Futbol'nyj Klub Gazprom Jugra
Il Mini-Futbol'nyj Klub Gazprom Jugra, noto semplicemente come Gazprom Jugra o Jugra Jugorsk per localizzarlo geograficamente, è una squadra russa di calcio a 5 con sede a Jugorsk. Disputa la Superleague russa.

## Storia
La società è stata fondata nel 1993 come TTG, acronimo dello sponsor "Tjumen'TransGaz". Durante la sua storia ha modificato più volte la denominazione: TTG (1993-1997), TTG Java (1997-2008),  TTG Jugra (2008-2010) e infine l'attuale Gazprom Jugra. Dopo un campionato in seconda lega, è salita in prima lega (seconda divisione russa) dove ha vinto immediatamente il proprio girone conquistando il diritto di disputare la Superliga 1995-96.  Inseritasi stabilmente nella parte alta della classifica, nel 2007-08 ha chiuso la stagione regolare al secondo posto. Nonostante i buoni piazzamenti, la squadra di Jugorsk ha vinto il suo primo campionato solamente nella stagione 2014-15. Nella Coppa di Russia, la TTG ha raggiunto per la prima volta la finale nel 1996 in cui è stata battuta dalla Dina Mosca. Nella stagione 2011-12 ha vinto la sua prima Coppa di Russia contro la Dinamo Mosca. Il traguardo più prestigioso rimane però la conquista della Coppa UEFA 2015-16, massima competizione continentale per club, vinta peraltro da esordiente.

## Dirigenza
- Presidente: Pavel Nikolaevic Zavalny
- Vicepresidente: Valentin Ivanovich Razuvaev
- Direttore esecutivo: Vladimir Valeryevich Grigoriev
- Team Manager: Igor Vassylievich Prigorsky

## Rosa 2008-2009
| N. |                    | Ruolo | Calciatore          |
| -- | ------------------ | ----- | ------------------- |
| 30 | Russia (bandiera)  | P     | Leonid Klimovsky    |
| 1  | Georgia (bandiera) | P     | Zviad Kupatadze     |
| 16 | Russia (bandiera)  | G     | Radion Zalaletdinov |
| 23 | Russia (bandiera)  | G     | Daniil Davydov      |
| 2  | Russia (bandiera)  | G     | Maxim Bodrenko      |
| 3  | Russia (bandiera)  | G     | Alexander Kopeikin  |
| 4  | Ucraina (bandiera) | D     | Serhij Koridze      |
| 17 | Russia (bandiera)  | G     | Boris Kupeckov      |

| N. |                        | Ruolo | Calciatore            |
| -- | ---------------------- | ----- | --------------------- |
| 5  | Russia (bandiera)      | PV    | Éder Lima             |
| 8  | Russia (bandiera)      | G     | Vjacheslav Moskalenko |
| 10 | Russia (bandiera)      | G     | Robinho               |
| 9  | Russia (bandiera)      | G     | Evgeny Trifonov       |
| 7  | Bielorussia (bandiera) | G     | Aljaksandr Černik     |
| 6  | Brasile (bandiera)     | G     | Eder                  |
| 12 | Brasile (bandiera)     | G     | Zheferson Martins     |
| 22 | Russia (bandiera)      | A     | Anton Iskusnykh       |

## Palmarès

### Competizioni nazionali
- Campionato russo: 2
2014-15, 2017-18
- Coppa di Russia: 5

2011-12, 2015-16, 2017-18, 2018-19, 2020-21

### Competizioni internazionali
- Coppa UEFA: 1

2015-16